# Шкода Супърб
 Тази статия е за модела автомобили, произвеждан от 2001 година.  За по-стария модел вижте Шкода Субърб (1934 – 1949).  
„Шкода Суперб“ (Škoda Superb) е модел големи автомобили (сегмент D) на чешката автомобилна компания „Шкода Ауто“, произвеждан в четири последователни поколения от 2001 година насам. Моделът се базира на „Volkswagen Passat“, но се различава от него по междуосието, оборудването и някои части от вътрешния интериор.

## Първо поколение (2001 – 2008)
Автомобилът се предлага със следните двигатели:
- 1,8-литров турбо бензинов двигател, 110 kW
- 2-литров бензинов, 85 kW
- 2,8-литров 6-цилиндров бензинов, 142 kW
- 1,9-литров TDI, 74 или 96 kW
- 2,5-литров 6-цилиндров TDI, 120 kW

Скоростната кутия е с пет предавки, но е възможен и вариант с петстепенна автоматична трансмисия при някои от моторите.
Освен обичайните днес технологии като климатична система и електрически управляеми прозорци, „Superb“ разполага със светлини в долната част на страничните огледала и с автоматичен чадър.
Безопасността е осигурена с ESP (електронна стабилизираща програма), антиблокираща система (ABS) и четири въздушни възглавници.
Въпреки сравнително ниската си цена (22 000 – 40 000 евро на запад в зависимост от оборудването), „Superb“ не се продава добре. През първото полугодие на 2005 са реализирани 10 442 продажби на автомобила.

## Второ поколение (2008 – 2015)
Изцяло новият модел на Škoda Superb бе представен на автомобилното изложение в Женева, в началото на март 2008 г.
Škoda Superb е лимузина от горния сегмент на средния клас на чешката автомобилна компания „Шкода“.
Моделът е базиран на удължената платформа B6 PQ46 на автомобилната група на Фолксваген, като едновременно съчетава елегантността на триобемен автомобил, с функционалността на двуобемен лифтбек модел, представяйки по този начин Twin-Door технологията, дело изцяло на чешките инженери от Млада Болеслав. Моторизациите на модела са няколко на брой, задоволявайки всички вкусове. Бензиновите агрегати варират от 1,4-литров, четирицилиндров двигател, използващ технологията на директно впръскване на горивото – FSI, в комбинация с турбокомпресор за по-висока мощност, която е от 125 к.с. и 200 Nm, налични при почти всякакъв оборотен диапазон. Следващият по мощност задвижващ агрегат е 1,8-литров, четирицилиндров, който също комбинира ефективната технология FSI и турбокомпресор, като по този начин постига мощност от 160 к.с. и 250 Nm, налични също при голям оборотен диапазон. Познат ни от спортната версия на по-малкия модел – Октавия, тук място намира и 2,0-литровият, четирицилиндров, турбоагрегат, генериращ мощност от 200к.с.и 280Nm. Дизеловите агрегати също предлагат разнообразие: 1,9-литров, четирицилиндров агрегат, използващ технологията TDI с елементи помпа-дюза, която се предлага при модели на концерна от над 10 години, които без съмнение му личат, но двигателят, със своите 105 к.с. и 250 Nm, се справя не по-малко добре от конкурентите си. Този двигател се предлага от представянето на модела, до замяната му през 2010 от 1,6-литров, четирицилиндров, двигател, използващ напредващата технология Common-rail, предлагащ същите мощностни параметри. Предлага се и 2,0-литров, четирицилиндров двигател, в две мощности: 140 к.с. и 320 Nm, използващ технологията Помпа-дюза в началото, след което е заменена от Common-rail. Другата версия на този двигател предлага 170к.с. и 350 Nm, като то самото начало използва системата на впръскване на горивото Common-rail. Скоростните кутии включват 5-степенна ръчна, 6-степенна ръчна и 6 и 7-степенни DSG, автоматични скоростни кутии, които предлагат понижен разход на гориво, спрямо конвенционалните автоматици, използващи хидротрансформатори, за разлика от тези. Предлага се и опционално задвижване 4х4, използващо Халдекс-съединител, за задвижване на задните колела.
Трите нива на оборудване могат да задоволят всеки вкус, като базово е нивото „Актив“, следващо е „Амбишън“, а най-високото е „Елеганс“, като при него се предлага и опционален пакет на оборудване „Лаурин и Клемент“, посветено на основателите на марката, внасящо още повече лукс.
Топ-модификацията е с 3,6-литров 6-цилиндров двигател, комбиниран със задвижване 4х4 и 6-степенна DSG скоростна кутия. Двигателят е с
VR-образно разположение на цилиндрите, което е уникално посвоему, комбиниращо компактността на четирицилиндров агрегат, с мощността и плавният ход на шестцилиндров. Характеристиките на топ-моторизацията са доста добри за подобен род автомобил – 260 к.с. и 350 Nm, постигнати при доста ниски обороти за атмосферен двигател, задържащи се до високи обороти. Ускорението от 0 до 100 km/h отнема само 6,5 s, а максималната скорост е 250 km/h.

### Двигатели
| Модел          | Години      | Тип и код | Тип и код | Обем    | Мощност                    | Въртящ момент            |
| -------------- | ----------- | --------- | --------- | ------- | -------------------------- | ------------------------ |
| 1.4 TSI        | 2008 –      | I4 16V    | CAXC      | 1390 cc | 125 к.с. @ 5000 rpm        | 200 Nm @ 1500 – 4000 rpm |
| 1.8 TSI        | 2008 –      | I4 16V    |           | 1798 cc | 160 к.с. @ 4500 – 6200 rpm | 250 Nm @ 1500 – 4500 rpm |
| 2.0 TSI        | 2008 –      | I4 16V    | CCTA?     | 1984 cc | 200 к.с. @ 5100 – 6000 rpm | 280 Nm @ 1700 – 5000 rpm |
| 3.6 FSI VR6    | 2008 –      | VR6 24V   | CDVA      | 3597 cc | 260 к.с. @ 6000 rpm        | 350 Nm @ 2500 – 5000 rpm |
| 1.6 TDI CR DPF | 2009 –      | I4 16V    | CAYC      | 1598 cc | 105 к.с. @ 4400 rpm        | 250 Nm @ 1500 – 2500 rpm |
| 2.0 TDI CR DPF | 2008 –      | I4 16V    | CFFB      | 1968 cc | 140 к.с. @ 4200 rpm        | 320 Nm @ 1750 – 2500 rpm |
| 2.0 TDI CR DPF | 2008 –      | I4 16V    |           | 1968 cc | 170 к.с. @ 4200 rpm        | 350Nm @ 1750 – 2500 rpm  |
| 1.9 TDI PD     | 2008 – 2010 | I4 8V     | BLS/BXE   | 1896 cc | 105 к.с. @ 4000 rpm        | 250 Nm @ 1900 rpm        |